# Cikaramas
Cikaramas is een bestuurslaag in het regentschap Sumedang van de provincie West-Java, Indonesië. Cikaramas telt 3672 inwoners (volkstelling 2010).